# Солдатська земля
«Солдатська земля» — блискуча борозниста поверхня боків рудної жили, що відокремлює її від навколишньої корінної породи (латинський термін — armatura, тобто — борозниста).
Термін «Солдатська земля» описано Георгіусом Агріколою в його відомому творі «De Re Metallica» («Про гірництво та металургію», 1556 р.).